# 鸿程大庙
鸿程大庙，位于中国广东省潮州市饶平县大埕镇，为饶平县文物保护单位，类型为古建筑，公布时间为1988年10月。
鸿程大庙的历史年代为宋代。